# Mermessus maculatus
Mermessus maculatus là một loài nhện trong họ Linyphiidae.
Loài này thuộc chi Mermessus. Mermessus maculatus được Richard C. Banks miêu tả năm 1892.